# كنيسة سانتا ماريا دي ريلان
كنيسة سانتا ماريا دي ريلان (بالإسبانية: Iglesia Santa María de Rilán) هي كنيسة رومانيّة كاثوليكيّة تقع في مدينة ريلان ضمن بلدية كاسترو في تشيلي. تم تشييدها عام 1658 عندما كان أرخبيل تشيلوي لايزال جزءًا من ممتلكات التاج الإسباني، حيث تمثّل اندماجًا بين الثقافة اليسوعيّة الأوروبيّة ومهارات الشعوب الأصليّّة وتقاليدها، وهي مثال على ثقافة المستيزو.
تُعتبر كنيسة سانتا ماريا دي ريلان واحدة من أقدم الكنائس التقليديّة في تشيلوي، والتي بقيت سليمة تقريبًا من عصر البعثة اليسوعيّة.

## الحماية
تُعتبر هذه الكنيسة واحدة من 16 كنيسة خشبية فريدة تم إدراجها على قائمة التراث العالمي التابعة لليونيسكو في عام 2000 تحت مسمى كنائس تشيلوي. كما قامت جامعة تشيلي، ومؤسسة كنائس تشيلوي الثقافية، وغيرها من المؤسسات بجهود كبيرة للحفاظ على هذه المنشآت التاريخيّة على مر العصور.

## الموقع
تقع كنيسة سانتا ماريا دي ريلان ضمن بلدية كاسترو (التي يقع فيها أيضًا كنيسة سان فرانثيسكو، كنيسة سيدة جراثيا دي نيركون، وكنيسة تشيلين)، شرق أرخبيل تشيلوي.